# Roccacasale
Pour les articles homonymes, voir Casale.
Roccacasale est une commune de la province de L'Aquila, dans la région Abruzzes, en Italie. En janvier 2025, sa population est de 578 habitants (726 en 2010).

## Géographie

### Communes limitrophes
Corfinio, Pratola Peligna, Salle (PE).

## Administration
| Période | Période  | Identité    | Étiquette                               | Qualité |
| ------- | -------- | ----------- | --------------------------------------- | ------- |
| 2015    | En cours | Enrico Pace | Liste civique Tra la Gente per cambiare |         |

## Monument
- Château De Sanctis

## Personnalités liées à la commune
- Marien de Roccacasale (1778-1866), bienheureux franciscain
- Felix Silla (1937-2021), acteur